# Jean Georges Caradja
Jean Georges Caradja ou en roumain Ioan Gheorghe Caragea (né à Constantinople en 1754 mort à Athènes le 27 décembre 1844. Prince grec phanariote au service du gouvernement ottoman, il est hospodar de Valachie de 1812 à 1818.

## Origine
Jean Georges Caradja est issu d'une famille de Phanariotes grecs, c'est un cousin du prince de Valachie Nicolas Caradja. Il est le fils de Georges Caradja (mort en 1765), Grand Drogman de la Sublime Porte de 1764 à 1765, et de Sultana Mavrocordato.

## Début de règne

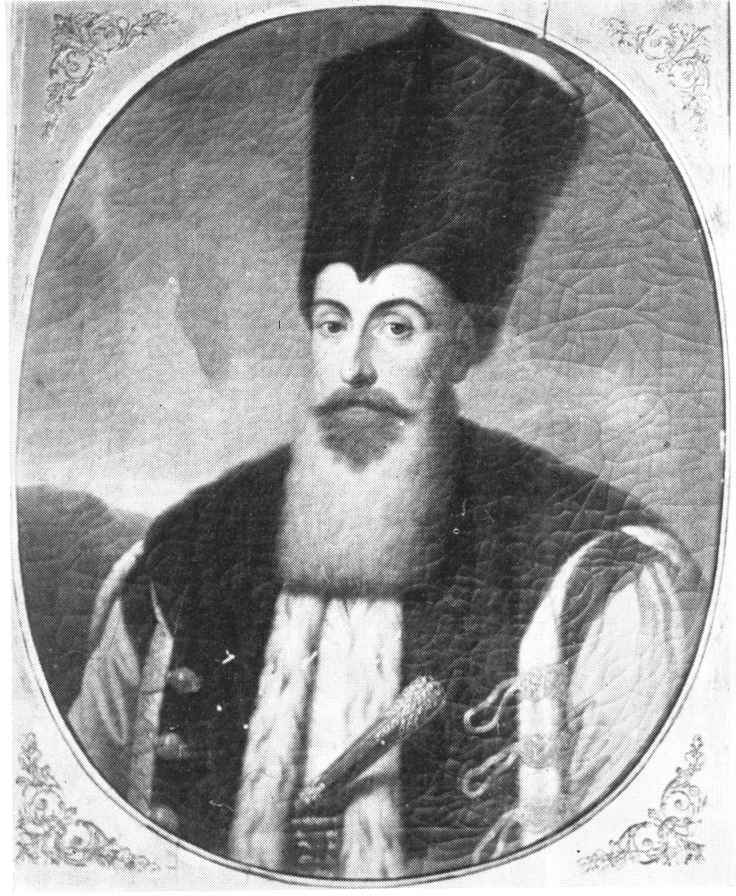
Jean Georges Caradja

Le 8 septembre 1812, Jean Georges Caradja est choisi comme prince de Valachie en même temps que Scarlat Kallimachis est désigné pour régner sur la Moldavie. Il est investi le 30 octobre 1812 dans le cadre de l’application des clauses Traité de Bucarest qui avait mis fin à l’occupation russe des principautés danubiennes. 
Cette nomination est liée à l’influence d’un certain Khalet Effendi, un favori de Mahmoud II qui avait été le secrétaire du père de Scarlat Kallimachis et qui avait également connu à cette époque Jean Georges Caradja. Il estimait en effet que les deux hommes ne s’étaient pas compromis dans les intrigues diplomatiques qui avaient opposé les russes et les français ce qui était un élément décisif au moment où le conflit allait éclater entre les deux empires. 
Depuis la fin de l’occupation russe les principautés étaient la proie de bandes d’irréguliers armés, les Pandoures, menés par deux chefs : un certain Jian (en) et un albanais du nom de Kirdjali. Si Jian se laisse circonvenir par le prince Caradja qui lui donne comme épouse une femme de la suite de la princesse et un emploi à sa cour, Kirjali continue à tenir la campagne jusqu’en 1821 époque à laquelle il rejoindra les rangs de l’Hétairie. 

### Code Caradja
La principale œuvre du règne du prince Jean Georges Caradja demeure le code qui porte son nom et qui est rédigé et publié à Constantinople en 1816/1817.
Ce Code est un recueil de huit feuilles imprimées, il est divisé en 6 livres précédés d’un introduction en vers grecs
Les deux premiers Livres traitent des personnes et des biens les Livres III et IV des conventions et des donations le Livre V traite des peines et le livre VI est consacré aux actions et à la procédure.
Le Code Caradja avait seulement été complété par un Règlement. Cette législation extrêmement concise qui laisse la mesure des peines à la conscience des juges et qui n’établit que des règles générales donne le champ libre à l’arbitraire selon un observateur français M. Colson.

## Fin de règne et fuite
À l’automne 1818 le prince Caradja prend peur à la nouvelle de troubles qui à Iași manquent de coûter la vie au prince Scarlat Kallimachis. Il est de plus inquiet des menées de son neveu Aléxandros Mavrokordátos qui avait rallié l’Hétairie. Il décide donc de quitter le pays avec sa famille et le 12 octobre 1818 il s’enfuit de Bucarest pour se réfugier en Transylvanie.
Après avoir traversé la Hongrie et l’Autriche il s’établit d'abord à Genève ensuite à Pise, où il réside pendant tout le temps de la guerre d’indépendance. Jean Georges Caradja avait emporté avec lui une somme de 18 millions de piastres amassées pendant son règne de sept années.
Malgré une pétition des valaques qui souhaitaient mettre à profit la situation pour se débarrasser des Phanariotes, le Divan nomme le vieil Alexandre Șuțu comme prince de Valachie pour la seconde fois.
Après l’indépendance de la Grèce Jean Georges Caradja s’établit à Athènes où il meurt en 1844.

## Union et postérité
Jean Georges Caradja avait épousé une Phanariote, Elena Scavani (1755 morte à Athènes en 1839) dont 2 fils et trois filles :
- Georges
- Roxana (1783-1868) épouse du prince de Moldavie Mihail II Șuțu
- Constantin (1799-1860)

## Sources
- Notices d'autorité :   - VIAF
  - IdRef
  - LCCN
  - WorldCat
- Jean-Marie Chopin et Abdolonyme Ubicini, « Principautés danubiennes et roumaines », dans Les derniers Phanariotes, Paris, Éditions Firmin Didot, 1856, p. 112-115.
- Alexandru Dimitrie Xenopol, Histoire des Roumains de la Dacie trajane : Depuis les origines jusqu'à l'union des principautés, t. Tome II : de 1633 à 1859, Paris, Éditeur Ernest Leroux, 1896)